# Pistolet maszynowy MP 36III
Maschinenpistole 36III (MP 36III) – pistolet maszynowy skonstruowany w firmie Waffen- und Fahrradfabrik C.G. Haenel w latach 30. XX wieku. Nie produkowany seryjnie.

## Historia
W 1935 roku III Rzesza odrzuciła ograniczenia traktatu wersalskiego zakazujące produkcji na niektórych rodzajów broni, między innymi pistoletów maszynowych. W latach 30. XX wieku w Niemczech najbardziej udane konstrukcje pistoletów maszynowych pochodziły z firm Waffen- und Fahrradfabrik C.G. Haenel (MP 28 II) i Erfufter Maschinenfabrik B. Geipel GmbH (EMP). Obie te firmy starały się o uzyskanie zamówień gwałtownie rosnącej armii.
W tym czasie wewnątrz Wehrmachtu trwała dyskusja na temat założeń konstrukcyjnych tego rodzaju broni. Konserwatyści chcieli broni przypominającej karabinek z kolbą i łożem drewnianym jak najlepiej przystosowaną do wymagań zwykłej piechoty, zwolennicy wojsk pancernych i powietrznodesantowych chcieli broni optymalnej dla tych formacji. Dlatego zamówiono tylko niewielką partię pistoletu maszynowego EMP w firmie Erma, oraz części do modernizacji MP18 do standardu MP18IV u Haenela, a w obu firmach zlecono prace nad nowymi konstrukcjami tego rodzaju broni.
Pracujący w firmie Haenel Hugo Schmeisser postanowił opracować broń konserwatywną. Jego pistolet maszynowy MP 36III (rzymska liczba w nazwie oznaczała trzecią generację pistoletów maszynowych Schmeissera) miał postać krótkiego karabinka z drewnianym łożem sięgającym połowy długości lufy. Łoże stanowiło jedną całość ze stałą kolbą.
Konstrukcja mechanizmów wewnętrznych stanowiła połączenie rozwiązań zastosowanych w starszych niemieckich pistoletach maszynowych. Zamek konstrukcji Schmeissera (zastosowany wcześniej w MP 18 i MP 28 II) został podparty mechanizmem powrotnym wzorowanym na zastosowanym przez Heinricha Vollmera w EMP. Podstawową zmianą było zastąpienie pojedynczej tulei otaczającej sprężynę powrotną zespołem trzech tulei tworzących osłonę teleskopową. Dodatkowo część zamka tworząca podstawę iglicy została wyposażona w zderzak łagodzący uderzenie zamka w tylec komory zamkowej i jednocześnie będący żerdzią zapobiegającą wyboczeniom sprężyny powrotnej. Największą nowością było dołączanie magazynka pionowo od dołu broni. Był to pierwszy niemiecki pistolet maszynowy z tak mocowanym magazynkiem.
W czasie prób MP 36III z jego konstrukcją zapoznali się przedstawiciele konkurencyjnej firmy Erfurter Maschinenfabrik B. Geipel (jednocześnie odbywały się testy skonstruowanej w tej firmie pistoletu maszynowego EMP 36). Złożyli oni protest zarzucając Schmeisserowi naruszenie należącego do firmy Erma patenu Vollmera dotyczącego zastosowania tulei jako osłony sprężyny powrotnej. Rozwiązanie Schmeissera było na tyle oryginalne że miał on spore szanse na wygranie procesu sądowego, ale ani jego ani przeżywającej spore trudności firmy Haenel nie było stać na kosztowny proces sądowy z Ermą. Konflikt został załagodzony przez wojskowych. Zaproponowali oni połączenie rozwiązań obu broni. Nowa broń dla Wehrmachtu miała mieć podobnie jak EMP 36 składaną kolbę, ale budowa zamka i urządzenia powrotnego miała być wzorowana na EMP 36. W efekcie powstał pistolet maszynowy MP 38 produkowany zarówno przez Haenela jak i Ermę.

## Opis konstrukcji
Pistolet maszynowy MP 36III był indywidualną bronią samoczynną. Zasada działania automatyki oparta na odrzucie swobodny zamka. Strzelanie z zamka otwartego seriami. Trzon zamkowy miał postać walca w wydrążeniu którego umieszczona była ruchoma iglica na masywnej żerdzi (żerdź z iglicą i trzon zamkowy są rozdzielone ze względów technologicznych, w czasie strzelania są stale połączone działaniem sił bezwładności). Żerdź otoczona sprężyną powrotną. Sprężyna powrotna w osłonie teleskopowej z dwóch tulei. Zasilanie z magazynków. Przyrządy celownicze składają się z muszki i celownika krzywiznowego. Lufa zakończona podstawą muszki. Łoże stanowiące jedną całość z chwytem pistoletowym i kolbą drewniane. Do broni można było zamocować bagnet.